# Sindrome di Goodpasture
La sindrome di Goodpasture è una malattia autoimmune a eziologia idiopatica caratterizzata da una glomerulonefrite e da emorragie interstiziali polmonari a rapida evoluzione. Le lesioni, rinvenute nel 90% della popolazione affetta, sono provocate da auto-anticorpi forse diretti contro la catena alpha-3 del collagene IV della membrana basale dei glomeruli renali e degli alveoli polmonari. Rientra nell'elenco delle malattie rare definito dall'Istituto Superiore di Sanità (codice RG0060).
Tale malattia è stata descritta per la prima volta dal patologo statunitense Ernest William Goodpasture dell'Università Vanderbilt nel 1919 e da cui ha preso in seguito il suo nome attuale.

## Epidemiologia
La sindrome di Goodpasture è rara e colpisce circa lo 0,5÷1,8 per milione di persone all'anno in Europa e in Asia. Si riscontra più frequentemente nei maschi rispetto alle femmine ed è anche meno comune nei neri rispetto ai bianchi. Si presenta, tuttavia, con maggior probabilità in persone Maori della Nuova Zelanda. Le fasce di età di picco per l'insorgenza della malattia sono tra i 20 e i 30 e tra i 60 e i 70 anni.

## Segni e sintomi
Gli anticorpi anti-membrana basale glomerulare (MBG) attaccano principalmente reni e polmoni, dando, tuttavia, sintomi generici quali malessere generalizzato, perdita di peso, stanchezza, febbre, brividi e dolori articolari. Dal 60% all'80% di coloro che hanno la condizione, presentano sia un coinvolgimento polmonare che renale; tra il 20 e il 40% ha solo un coinvolgimento renale e meno del 10% solo polmonare. I sintomi polmonari di solito si presentano prima di quelli renali e solitamente includono: tosse con sangue, dolore toracico (in meno del 50% dei casi nel complesso), tosse e mancanza di respiro. Solitamente i sintomi renali includono sangue nelle urine, proteine nelle urine, inspiegabile gonfiore degli arti o del viso, elevate quantità di urea nel sangue e la pressione alta.

## Aspetto fisiopatologico
Il polmone presenta diffuse emorragie alveolari con aree rosse più consistenti per la presenza di sangue e microscopicamente si nota necrosi, ispessimento delle pareti e presenza di emosiderina. La presenza di immunocomplessi è il punto fermo per la diagnosi. Clinicamente può manifestarsi con emoftoe.
Nel rene si possono evidenziare in immunofluorescenza i depositi di immunocomplessi nella membrana basale dell'endotelio glomerulare.

## Terapia
Il principale cardine del trattamento della sindrome consiste nella plasmaferesi, un procedimento in cui il sangue del paziente viene passato attraverso una centrifuga e i vari elementi separati in base al peso. Il plasma, la parte fluida del sangue e che contiene gli anticorpi anti-MGB che attaccano i polmoni e i reni causando la malattia, viene filtrato reimmettendo nel paziente le altre parti del sangue, ovvero i globuli rossi, globuli bianchi e piastrine. Inoltre, la maggior parte degli individui affetti dalla malattia devono essere trattati con immunosoppressori (farmaci che deprimono il funzionamento del sistema immunitario), e in particolare con la ciclofosfamide, il prednisone e il rituximab, al fine di impedire la formazione di nuovi anticorpi anti-MGB per evitare ulteriori danni a reni e polmoni. Altri immunosoppressori meno forti e dunque con meno effetti collaterali, come l'azatioprina, possono essere utilizzati per mantenere la remissione.
Se la malattia ha colpito pesantemente il rene, è necessario ricorrere al trapianto.

## Prognosi
Senza trattamento la prognosi sarà infausta praticamente per ogni paziente, in quanto andrà in corso al decesso o per l'insufficienza renale o per l'emorragie polmonari. Con il trattamento, il tasso di sopravvivenza a 5 anni risulta maggiore dell'80% e meno del 30% degli individui affetti necessitano di emodialisi a lungo termine. Allo stesso modo, il tempo medio di sopravvivenza è di circa 5,93 anni, come appare in uno studio effettuato sulle popolazioni dell'Australia e della Nuova Zelanda.